# Chevresis-les-Dames
Chevresis-les-Dames est une localité de La Ferté-Chevresis et une ancienne commune française, située dans le département de l'Aisne en région Hauts-de-France.

## Histoire
La commune de Chevresis-les-Dames a été créée lors de la Révolution française. Le 2 juin 1819, elle fusionne avec la commune voisine de La Ferté-sur-Péron par ordonnance et la nouvelle entité prend le nom de La Ferté-Chevresis.

## Administration
Jusqu'à sa fusion avec La Ferté-sur-Péron en 1819, la commune faisait partie du canton de Ribemont dans le département de l'Aisne. Elle appartenait aussi à l'arrondissement de Saint-Quentin depuis 1801 et au district de Saint-Quentin entre 1790 et 1795. La liste des maires de Chevresis-les-Dames est :
| Période                                  | Période | Identité               | Étiquette | Qualité |
| ---------------------------------------- | ------- | ---------------------- | --------- | ------- |
| 1800                                     | 1820    | Louis Constant Boutroy |           |         |
| Les données manquantes sont à compléter. |         |                        |           |         |

## Démographie
Jusqu'en 1819, la démographie de Chevresis-les-Dames était :
| 1793 | 1800 | 1806 | 1821 |
| ---- | ---- | ---- | ---- |
| 58   | 49   | 46   | 80   |